# Natação no Campeonato Europeu de Esportes Aquáticos de 2016 - 200 m borboleta masculino
A prova dos 200 metros borboleta masculino da natação no Campeonato Europeu de Esportes Aquáticos de 2016 ocorreu nos dias 18 e 19 de maio em Londres, no Reino Unido. 

## Calendário
| Fase          | Data       | Hora  |
| ------------- | ---------- | ----- |
| Eliminatórias | 18 de maio | 10:00 |
| Semifinal     | 18 de maio | 19:03 |
| Final         | 19 de maio | 19:06 |

Todos os horários estão no horário local (UTC+0)

## Recordes
Antes desta competição, os recordes eram os seguintes:
| Recorde mundial       | Michael Phelps     | 1:51.51 | Roma      | 29 de julho de 2009  |
| Recorde europeu       | László Cseh        | 1:52.70 | Pequim    | 13 de agosto de 2008 |
| Recorde do campeonato | Paweł Korzeniowski | 1:54.38 | Eindhoven | 21 de março de 2008  |

Os seguintes novos recordes foram estabelecidos durante esta competição. 
| Data       | Prova     | Nadador     | Nacionalidade | Tempo   | Recordes              |
| ---------- | --------- | ----------- | ------------- | ------- | --------------------- |
| 18 de maio | Semifinal | László Cseh | Hungria       | 1:54.29 | Recorde do campeonato |
| 19 de maio | Final     | László Cseh | Hungria       | 1:52.91 | Recorde do campeonato |

## Medalhistas
| Ouro              | Prata               | Bronze                |
| László Cseh (HUN) | Viktor Bromer (DEN) | Tamás Kenderesi (HUN) |

## Resultados

### Eliminatórias
Esses foram os resultados das eliminatórias. 
| Pos. | Bateria | Raia | Nadador              | Nacionalidade | Tempo   | Notas |
| ---- | ------- | ---- | -------------------- | ------------- | ------- | ----- |
| 1    | 4       | 4    | László Cseh          | Hungria       | 1:54.51 | Q     |
| 2    | 4       | 5    | Tamás Kenderesi      | Hungria       | 1:54.79 | Q     |
| 3    | 2       | 4    | Viktor Bromer        | Dinamarca     | 1:56.67 | Q     |
| 4    | 2       | 3    | Giacomo Carini       | Itália        | 1:57.30 | Q     |
| 5    | 2       | 5    | Bence Biczó          | Hungria       | 1:57.60 |       |
| 6    | 2       | 0    | Antani Ivanov        | Bulgária      | 1:57.76 | Q     |
| 7    | 4       | 3    | Stefanos Dimitriadis | Grécia        | 1:57.99 | Q     |
| 8    | 3       | 3    | Carlos Peralta       | Espanha       | 1:58.28 | Q     |
| 9    | 3       | 1    | Robert Žbogar        | Eslovênia     | 1:58.36 | Q     |
| 10   | 3       | 4    | Jan Świtkowski       | Polónia       | 1:58.51 | Q     |
| 11   | 2       | 2    | Nils Liess           | Suíça         | 1:58.52 | Q     |
| 12   | 2       | 7    | Ioannis Drymonakos   | Grécia        | 1:58.57 | Q     |
| 13   | 4       | 2    | Nuno Quintanilha     | Portugal      | 1:58.74 | Q     |
| 14   | 2       | 6    | Markus Gierke        | Alemanha      | 1:58.75 | Q     |
| 15   | 3       | 7    | Benjamin Grátz       | Hungria       | 1:58.87 |       |
| 16   | 4       | 9    | Sindri Jakobsson     | Noruega       | 1:58.93 | Q     |
| 17   | 3       | 5    | Louis Croenen        | Bélgica       | 1:59.03 | Q     |
| 18   | 2       | 1    | Jesper Björk         | Suécia        | 1:59.08 | Q     |
| 19   | 3       | 6    | Nikolay Skvortsov    | Rússia        | 1:59.09 |       |
| 20   | 4       | 6    | Alexander Kunert     | Alemanha      | 1:59.10 |       |
| 21   | 3       | 2    | Jan Šefl             | Chéquia       | 1:59.30 |       |
| 22   | 4       | 0    | Etay Gurevich        | Israel        | 1:59.60 |       |
| 23   | 1       | 4    | Kaan Özcan           | Turquia       | 1:59.87 |       |
| 24   | 3       | 8    | Miguel Nascimento    | Portugal      | 1:59.94 |       |
| 25   | 3       | 0    | Tomáš Havránek       | Chéquia       | 2:00.14 |       |
| 26   | 3       | 9    | Brendan Hyland       | Irlanda       | 2:00.21 |       |
| 27   | 4       | 1    | Alexandru Coci       | Roménia       | 2:00.49 |       |
| 28   | 4       | 7    | Paul Lemaire         | França        | 2:00.63 |       |
| 29   | 1       | 6    | Richárd Nagy         | Eslováquia    | 2:00.69 |       |
| 30   | 2       | 9    | Filip Milcevic       | Áustria       | 2:00.95 |       |
| 31   | 1       | 7    | Osvald Nitski        | Estónia       | 2:01.46 |       |
| 32   | 1       | 5    | Petr Novák           | Chéquia       | 2:01.52 |       |
| 33   | 2       | 8    | Yonatan Batsha       | Israel        | 2:01.61 |       |
| 34   | 1       | 3    | Tim Slanschek        | Suíça         | 2:01.66 |       |
| 35   | 1       | 2    | Nico van Duijn       | Suíça         | 2:01.96 |       |
| 36   | 1       | 1    | Jakub Maly           | Áustria       | 2:03.11 |       |
| 37   | 1       | 8    | Arkadi Kalinovski    | Estónia       | 2:06.66 |       |
| 38   | 4       | 8    | Diogo Carvalho       | Portugal      | DNS     |       |

### Semifinal
Esses foram os resultados das semifinais. 
Semifinal 1
| Pos. | Raia | Nadador              | Nacionalidade | Tempo   | Notas |
| ---- | ---- | -------------------- | ------------- | ------- | ----- |
| 1    | 4    | Tamás Kenderesi      | Hungria       | 1:56.02 | Q     |
| 2    | 5    | Giacomo Carini       | Itália        | 1:56.81 | Q     |
| 3    | 3    | Stefanos Dimitriadis | Grécia        | 1:57.44 | Q     |
| 4    | 6    | Robert Žbogar        | Eslovênia     | 1:58.39 |       |
| 5    | 8    | Jesper Björk         | Suécia        | 1:58.49 |       |
| 6    | 2    | Nils Liess           | Suíça         | 1:58.83 |       |
| 7    | 7    | Nuno Quintanilha     | Portugal      | 1:59.10 |       |
| 8    | 1    | Sindri Jakobsson     | Noruega       | 1:59.12 |       |

Semifinal 2
| Pos. | Raia | Nadador            | Nacionalidade | Tempo   | Notas |
| ---- | ---- | ------------------ | ------------- | ------- | ----- |
| 1    | 4    | László Cseh        | Hungria       | 1:54.29 | Q,    |
| 2    | 5    | Viktor Bromer      | Dinamarca     | 1:55.28 | Q     |
| 3    | 2    | Jan Świtkowski     | Polónia       | 1:56.67 | Q     |
| 4    | 6    | Carlos Peralta     | Espanha       | 1:56.92 | Q     |
| 5    | 8    | Louis Croenen      | Bélgica       | 1:57.56 | Q     |
| 6    | 3    | Antani Ivanov      | Bulgária      | 1:57.90 |       |
| 7    | 1    | Markus Gierke      | Alemanha      | 1:58.13 |       |
| 8    | 7    | Ioannis Drymonakos | Grécia        | 1:58.79 |       |

### Final
Esse foi o resultado da final. 
| Pos.              | Raia | Nadador              | Nacionalidade | Tempo   | Notas                 |
| ----------------- | ---- | -------------------- | ------------- | ------- | --------------------- |
| Medalha de ouro   | 4    | László Cseh          | Hungria       | 1:52.91 | Recorde do campeonato |
| Medalha de prata  | 5    | Viktor Bromer        | Dinamarca     | 1:55.35 |                       |
| Medalha de bronze | 3    | Tamás Kenderesi      | Hungria       | 1:55.39 |                       |
| 4                 | 6    | Jan Świtkowski       | Polónia       | 1:56.22 |                       |
| 5                 | 7    | Carlos Peralta       | Espanha       | 1:56.42 |                       |
| 6                 | 8    | Louis Croenen        | Bélgica       | 1:56.65 |                       |
| 7                 | 2    | Giacomo Carini       | Itália        | 1:56.81 |                       |
| 8                 | 1    | Stefanos Dimitriadis | Grécia        | 1:57.02 |                       |

Legenda
| Recorde mundial       | Recorde mundial (World record)               |                       | Recorde africano                      | Recorde africano (African) |                                           | Q | Classificado por posição (Qualified) |
| Recorde do campeonato | Recorde do campeonato (Championship record)  | Recorde da América    | Recorde da América (Americas)         | q                          | Classificado por melhor tempo (Qualified) |   |                                      |
| Melhor marca do ano   | Melhor marca do ano (World leading)          | Recorde asiático      | Recorde asiático (Asian)              | DNS                        | Não largou (Did not start)                |   |                                      |
| Recorde nacional      | Recorde nacional (National record)           | Recorde europeu       | Recorde europeu (European)            | DNF                        | Não terminou (Did not finish)             |   |                                      |
| Recorde pessoal       | Recorde pessoal do atleta (Personal best)    | Recorde da Oceania    | Recorde da Oceania (Oceania)          | DSQ / DQ                   | Desclassificado (Disqualified)            |   |                                      |
| Recorde da temporada  | Recorde da temporada do atleta (Season best) | Recorde sul-americano | Recorde sul-americano (South America) | NM                         | Sem marca (No mark)                       |   |                                      |